# Petalocephala rufa
Petalocephala rufa är en insektsart som beskrevs av Cen och Cai 2002. Petalocephala rufa ingår i släktet Petalocephala och familjen dvärgstritar. Inga underarter finns listade i Catalogue of Life.